# Jean-Luc Marion
Jean-Luc Marion (Meudon, França, 3 de juliol de 1946) és un filòsof i teòleg francès. Destaca per una filosofia fenomenològica combinada amb un ús postmodern de la teologia. Entre les seves idees més importants hi ha el do, l'amor i el caràcter 'saturat' de l'experiència.

## Biografia
Va començar els estudis de filosofia a la Universitat de Nanterre i a La Sorbona de París, posteriorment va continuar a l'École Normale Supérieure de París, juntament amb filòsofs francesos com Lévinas, Jacques Derrida, Althusser, Jean Beaufrest i Michel Henry. Va doctorar-s'hi el 1980.
Al mateix temps que estudiava filosofia va començar les seves incursions en la teologia, sota la influència de Louis Bouyer, Jean Daniélou, Henri du Lubac i Hans Urs von Balthasar.
Va ser professor de filosofia a la Universitat de Poitiers fins que va obtenir el càrrec de director de filosofia a París X-Nanterre. A partir del 1996 va ocupar aquest càrrec també a la Universitat de París IV, a La Sorbona.
En l'actualitat, divideix la seva feina entre la Universitat de Chicago, on fa de professor d'estudis catòlics, filosofia de la religió i teologia i la Universitat París IV. També dirigeix la col·lecció Épiméthée a Presses Universitaires de France.

## Pensament
D'inspiració decididament fenomenològica, el treball de Marion es pot qualificar com teològic. Per això ha suscitat també les més viscerals reaccions, com les de Dominique Janicaud a propòsit del «gir teològic de la fenomenologia francesa».
Encara que una bona part de la seva obra ha estat directament influenciada per autors com Heidegger i Husserl, en tant que representants emblemàtics i fundadors de la fenomenologia, se'l reconeix generalment com un genuí especialista en Descartes, a l'estudi del qual ha dedicat una trilogia composta pels llibres Sur l'ontologie grise de Descartes, 1975, Sur la théologie blanche de Descartes, 1981 i Sur la premise métaphysique de Descartes, 1986. Es tracta d'un cos d'estudis que coexisteix als seus inicis amb la publicació de Regulae ad directionem ingenii de Descartes. Avec des lestes de leçons et conjectures étables par G. Crapulli, i al qual van prosseguir a la dècada dels noranta dos volums nous: Questions cartésiennes: Méthode et métaphysique i Questions cartésiennes II: Sur l'ego et sur Dieu.
La major importància del pensament de Marion rau en els seus estudis relacionats amb la fenomenologia de la religió, camp al qual ha aportat la noció de «fenomen saturat». Això s'entén com una mena particular de fenomen que sobrepassa l'objectivitat d'allò donat i que concedeix el seu dret a l'esdeveniment de la transcendència, per fer d'allò revelat un mode privilegiat de la manifestació. La infinitud del rostre (Lévinas), però també el do (Derrida), la icona (Marion), la carn (Henry), allò impossible (Chrétien) corresponen a aquesta mena de fenòmens. La seva intel·lecció exigeix l'obertura a una relació fins ara impracticada amb el fenomen, caracteritzat ja no pel seu contingut de presència, sinó justament per un excés de donació. En aquest camp, cal destacar els interessos anàlegs als de Jacques Derrida sobre el do, tema al qual per part seva Marion dedica estudis com Réduction et donation i Étant donné: essai d'une phénoménologie de la donation.
Segons Marion, la metafísica fracassa en la seva recerca de Déu, perquè el considera com l'ésser suprem. Això no és sinó una reducció de la creença religiosa a l'ontoteologia, concepte definit per Heidegger com una estructura essencial i fundant de la metafísica. Per a Marion, Déu és molt més que un ens, i si de cas es pot arribar a Ell, no és pas amb deduccions transcendentals com l'argument ontològic, ni amb categories metafísiques com les de l'herència ontoteològica, sinó a partir del do i de l'amor. Així doncs, tracta d'apropar-se a Déu d'una forma fenomenològica que integra l'experiència de la revelació, aspecte al qual estan dedicades les obres Dieu sans l'être, L'Idole et la Distance i Prolégomènes à la charité, en què s'entreveu una enorme influència de l'ètica de Lévinas.
Recentment la seva investigació s'ha orientat a aprofundir en el fenomen de l'amor, exposat al seu llibre Le phénomène érotique, 2004, en què afirma la univocitat del 'amor, tant entre éssers humans com envers Déu.
La postura postmoderna de Marion es veu realçada per la seva formació en patrística, teologia mística, fenomenologia i filosofia moderna.